# Alejandro Janneo

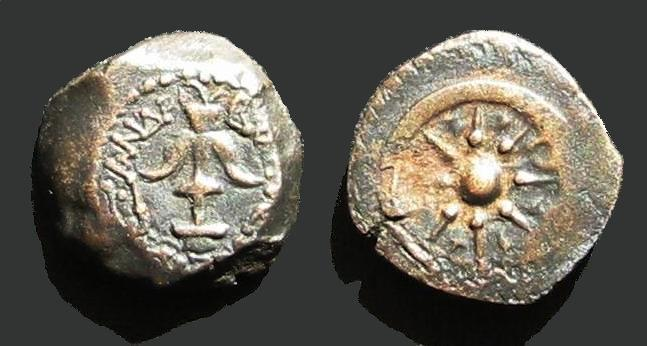
Moneda de Alejandro Janneo.

Alejandro Janneo (125 a. C.-76 a. C.), rey y sumo sacerdote de los judíos (103 a. C.-76 a. C.), hijo menor de Juan Hircano y hermano de Aristóbulo I, a quien sucedió. Siguiendo la política de su padre, conquistó y convirtió al judaísmo los territorios vecinos, expandiendo el reino Asmoneo hasta su mayor extensión. Ejerció una tiranía despiadada y su reinado estuvo marcado por intrigas y luchas internas, especialmente con los fariseos, a quienes reprimió salvajemente. 

## Ascenso al trono
Janneo, cuyo nombre verdadero era según parece Jonatán (en las monedas acuñadas por él está escrito por un lado יהונתן המלך [Jonatán, el rey] y por el otro ΒΑΣΙΛΕΩΣ ΑΛΕΞΑΝ∆ΡΟΥ [del rey Alejandro]), adoptó el nombre helenístico de Alejandro, siendo conocido por los historiadores con el nombre compuesto de Alejandro Janneo. Había nacido en Galilea y nunca gozó del amor de su padre, el etnarca Juan Hircano, quien siempre prefirió a sus hijos mayores Antígono y Aristóbulo. En cierta ocasión Hircano consultó a Dios sobre cuál de sus hijos le sucedería en el poder y la respuesta que obtuvo fue el nombre de Janneo, lo que no resultó de su agrado, y por eso mandó a Janneo a Galilea para que se educara. Pero el vaticinio se cumpliría inevitablemente. Durante el reinado de su hermano Aristóbulo I (104 a. C.-103 a. C.), Janneo sufrió prisión junto con sus otros dos hermanos. Tras la muerte de Aristóbulo I, su viuda la reina Salomé Alejandra quedó a cargo de la regencia y la primera medida que tomó fue dejar en libertad a los tres hermanos, e instalar como rey a Janneo, con quien se casó, cumpliéndose así la ley judía del Levirato.
Tras ocupar el trono, Alejandro Janneo hizo asesinar a uno de sus hermanos que quiso disputarle la corona, y trató con honores a otro que estaba dispuesto a llevar una vida pacífica y alejada del poder. Alcohólico y desvariado, no supo granjearse el afecto de sus súbditos judíos, sobre todo al ejercer el cargo de sumo sacerdote de manera tal que ofendió los sentimientos de los judíos más religiosos (especialmente los fariseos). Tampoco el título de rey fue del agrado de los judíos ya que no pertenecía a la casa de David. Al margen del descontento de su pueblo, la principal atención de Alejandro fueron las campañas militares, especialmente contra las ciudades helenísticas de la costa mediterránea y la Transjordania. Si bien tuvo muchos reveses (el más grave sería la derrota ante los nabateos en el año 94 a. C., al final de su reinado pudo vanagloriarse de haber reconquistado el control de todo el territorio que había sido de Israel en sus grandes épocas. Pero todo ello a un costo ruinoso para todo lo que tenía algún valor en la herencia espiritual de su pueblo.

## Primeras campañas militares de Alejandro Janneo

Fases de expansión del Reino de los Asmoneos.

La primera campaña que emprendió Alejandro fue contra la ciudad marítima de Ptolemaida (Acre, costa de Fenicia), a la que sitió. Simultáneamente se enfrentó contra el tirano Zoilo (quien tenía bajo control la Torre de Estratón y Dura), y contra Gaza. Los de Ptolemaida pidieron ayuda del exterior. El reino de los seléucidas de Siria se veía desgarrado entonces por una serie de cambios de gobierno y guerras fratricidas y no pudo responder el pedido; los de Ptolemaida solicitaron entonces la ayuda del rey de Chipre, Ptolomeo IX Latiro, hijo pero enemigo mortal de la reina Cleopatra III de Egipto, quien le había expulsado de la corte de Alejandría.
Ptolomeo Latiro partió entonces hacia Ptolemaida, donde no fue recibido, porque en último momento sus habitantes cambiaron de parecer, temiendo la intervención de la reina Cleopatra de Egipto, quien deseaba recuperar la isla de Chipre. Ptolomeo empezaba a desesperar ya cuando recibió el pedido de ayuda del tirano Zoilo y de los ciudadanos de Gaza, para luchar contra los judíos, pedido que aceptó. Al ver Alejandro Janneo que todos sus enemigos se aliaban levantó el sitio de Ptolemaida y volvió a Judea; astutamente simuló amistarse con Ptolomeo a quien ofreció 400 talentos si sometía a Zoilo y entregaba su territorio a los judíos. Ptolomeo aceptó y cumplió su parte, pero al enterarse de que Alejandro había enviado mensajeros a Cleopatra III, anuló su juramento e invadió Judea.
Alejandro reunió un ejército de cincuenta mil hombres y dispuso la defensa del país. Ptolomeo cayó primero sobre Asoquín de Galilea, luego intentó capturar Séforis pero sufrió grandes pérdidas. Finalmente se encontró con Alejandro en un lugar llamado Asofón, cerca del Jordán. Al principio el resultado de la batalla era dudoso pues ambos bandos sufrieron grandes bajas, pero al final los soldados de Ptolomeo, gracias a la estrategia del táctico Filostéfano, pusieron en fuga a los judíos, matando a treinta mil de ellos. Después de esto, Ptolomeo recorrió el país y se detuvo en algunos pueblos judíos llenos de mujeres y niños, ordenando a sus hombres que les cortaran el cuello, que los descuartizaran y echaran los trozos en calderos hirviendo. Esto lo hicieron para aterrorizar a los judíos quienes creerían así que los invasores eran caníbales. Luego Ptolomeo se dirigió contra Ptolemaida y la tomó.

## Alianza con la reina Cleopatra III de Egipto
Viendo que su hijo Ptolomeo adquiría gran poder en Judea, la reina Cleopatra III movilizó sus tropas de tierra y mar para combatirlo. Al frente de sus ejércitos se hallaban dos judíos, Celcías y Ananías. Cleopatra llegó a Ptolemaida y la tomó. Por su parte Ptolomeo decidió marchar contra Egipto creyéndolo desguarnecido, pero se equivocó y fue rechazado, no quedándole otra opción que retornar a Gaza para luego embarcarse de vuelta a Chipre. 
Alejandro se presentó ante Cleopatra III con muchos regalos solicitando su alianza; pero los consejeros de la reina opinaron que debía tomar prisionero al judío e invadir la Judea. Entonces Ananías, uno de los oficiales judíos de la reina, opinó que lo mejor era contar con la amistad y el apoyo de los judíos, un pueblo muy belicoso. Cleopatra III hizo entonces alianza con Alejandro y luego retornó a Egipto.

## Conquista de Gadara, Amato, Rafia, Antedón y Gaza
Libre de Ptolomeo y de la ambición egipcia, Alejandro llevó su ejército a la baja Siria. Asedió y tomó Gadara (al sudeste del mar de Galilea) y Amato (más al este del Jordán); luego sitió y tomó las ciudades marítimas de Rafia (Siria) y Antedón (Filistea). Dirigió después sus fuerzas contra Gaza, en castigo por haberse aliado con Ptolomeo. Allí resistió valerosamente el comandante Apolodoro, hasta que fue asesinado por su hermano Lisímaco, quien entregó la ciudad a los judíos. Alejandro ingresó en Gaza, tras un año de asedio, y al principio se portó pacíficamente, pero luego la abandonó a sus soldados quienes hicieron una matanza indiscriminada. Muchos de los habitantes de Gaza huyeron no sin antes incendiar sus casas y matar a sus esposas e hijos a fin de librarlos de la esclavitud. La única ciudad de la antigua costa filistea que no quiso tomar fue Ascalón. Después de esto, Alejandro retornó a Jerusalén (96 a. C.).

## Alzamiento de los judíos. Derrota ante los nabateos
Pese a estas victorias, muchos judíos odiaban a Alejandro. Cuando volvió a su país y estaba a punto de sacrificar ante el altar durante la fiesta de los Tabernáculos, le echaron limones y le gritaron que descendía de cautivos y que era indigno de sacrificar. Enfurecido, empleó mercenarios extranjeros para poner fin al motín, dando muerte a seis mil judíos; luego hizo un cerco de madera alrededor del altar y la parte del Templo en la cual solo podían entrar los sacerdotes; así tuvo alejada a la multitud.
Alejandro se puso de nuevo en campaña e invadió otra vez las regiones al este del Jordán. Sometió a los moabitas y a los galaaditas, obligándoles a pagar tributo y demolió la ciudad de Amato. Sin embargo no le fue bien en su campaña contra los nabateos, un pueblo árabe que habitaba al sur y el este del Jordán, y que controlaba las rutas comerciales del oriente al Mediterráneo. Su rey Obodas I le tendió una emboscada empujándole con su multitud de camellos a un valle profundo cerca de Gadara. Deshecho así su ejército, Alejandro apenas pudo escapar y cuando llegó a Jerusalén, el pueblo pronto levantó otro motín contra él (94 a. C.). Después de seis años de luchar con ellos, Alejandro mató a cincuenta mil judíos, aumentando así el odio del pueblo. Cuando trató de aplacar al pueblo preguntándoles que querían que hiciera, ellos le gritaron: “¡Muérete!”. La derrota ante los árabes le costó además perder las zonas que había sometido en Moab y Galaad.

## Invasión de Demetrio III Eucarios. Alejandro Janeo somete a los rebeldes judíos

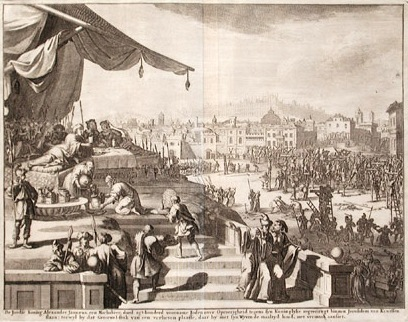
Ejecución de fariseos bajo Alejandro Janneo representada por Willem Swiddle en el siglo.

Los insurgentes judíos, a la cabeza de los cuales se hallaban los fariseos, llamaron a Demetrio III Eucarios de Siria para que les ayudara contra Alejandro. Demetrio partió con su ejército y acampó cerca de Siquem. Alejandro le fue al encuentro con un ejército de mercenarios y de judíos fieles, pero la suerte le fue adversa. Fue derrotado y todos sus mercenarios murieron en batalla. Alejandro huyó entonces a los montes, donde se le reunieron seis mil de los judíos rebeldes quienes, conmovidos ante el espectáculo vergonzoso de quienes habían pedido la ayuda de los extranjeros, decidieron ayudar a Alejandro. Alarmado por esta deserción en sus filas, Demetrio se retiró a Siria. Alejandro asedió entonces a sus enemigos en Bezoma, y tomó la ciudad, llevándose a sus cautivos a Jerusalén. Luego, mientras estaba celebrando con sus concubinas, crucificó cruelmente a ochocientos de sus enemigos, haciendo degollar delante de ellos, mientras estaban vivos aún, a sus mujeres y niños. Entre las víctimas se encontraban muchos fariseos prominentes. Esta horrible acción espantó de tal manera a los que se le habían opuesto que ocho mil huyeron de la ciudad aquella noche, viviendo en el destierro mientras reinó Alejandro. En fecha reciente (octubre de 2018) ha sido descubierta una cisterna que se usó como fosa común; el periódico El País de España da cuenta del hallazgo: "En la parte trasera del edificio de la municipalidad de Jerusalén, en pleno centro de la Ciudad Santa, en el barrio denominado Complejo ruso, los arqueólogos han encontrado, durante las excavaciones de una antigua cisterna, los cuerpos de decenas de víctimas... Sacamos de la fosa más de 20 vértebras de cuellos cortados por una espada, asegura Yossi Nagar, antropólogo de la Autoridad de Antigüedades de Israel. Descubrimos en la fosa cuerpos y partes de cuerpos de niños y adultos, mujeres y hombres, que probablemente fueron víctimas de una brutal masacre". Sometidos así sus opositores de manera tan despiadada, Alejandro pudo reinar tranquilamente.

## Luchas contra Antíoco XII Dioniso de Siria y contra Aretas, rey de los nabateos
Pero el peligro exterior no había terminado. Antíoco XII Dioniso, el nuevo rey de Siria emprendió una expedición contra los nabateos, y debía pasar forzosamente por Judea. Temeroso Alejandro quiso cerrarle el paso, haciendo cavar una profunda fosa desde Cabarzaba (llamada después Antípatris) hasta el mar de Jope, la única parte por donde podía ingresar Antíoco. Delante del foso levantó muros y torres de madera, así como otras máquinas de guerra, y esperó al rey sirio. Pero Antíoco incendió dichas obras y pasó con sus tropas a Arabia, donde la suerte le fue adversa. Su ejército fue derrotado y el mismo pereció en la lucha. 
Aretas III, el rey de los nabateos, reinó entonces en toda la baja Siria hasta Damasco. Marchó a Judea y venció a Alejandro cerca de la fortaleza de Adida. Después de hacer un pacto, se retiró del país.

## Nuevas campañas en Siria y Transjordania
Alejandro de nuevo entabló guerras extranjeras en Siria y Transjordania tomando Pella, Gerasa, Golán y Seleucia, y la fortaleza de Gamala. Pella fue destruida porque sus moradores no quisieron adoptar las costumbres nacionales judías. Volviendo a Jerusalén después de esta campaña de tres años, Alejandro fue recibido esta vez cordialmente por sus súbditos, gracias a sus éxitos. 
Por ese entonces los judíos dominaban las siguientes poblaciones de los sirios, idumeos y fenicios: en la costa, la Torre de Estratón, Apolonia, Jope, Jamnia, Azoto, Gaza, Antedón, Rafia y Rinocorura. En el interior, Adora, Marisa y Samaria, el monte Carmelo y el monte Itubrio, Escitópolis y Gadara; en Galaunítida, Seleucia y Gabala; en Moabítida, Herbón, Medaba, Lemba, Oronas, Telitón, Zara, el valle de Cílices y Pella.
La arqueología ha descubierto modernamente la línea de fortificaciones que Alejandro construyó en el norte, cerca de las actuales Tel Aviv y Jaffa. Obra de este rey fue también la fortaleza de Maqueronte, al este del mar Muerto.

## Muerte de Alejandro Janeo
Reposando de sus guerras Alejandro Janeo enfermó gravemente a causa de sus excesos de bebida y durante tres años le atormentó la fiebre cuartana. Pensó que podría curarla con una campaña activa, pero se fatigó excesivamente y falleció mientras sitiaba la fortaleza helenística de Ragaba, en la Transjordania (76 a. C.). En su lecho de muerte, consciente que el reino no podría sobrevivir con disputas internas, ordenó a su esposa, la reina Salomé Alejandra, que buscara la reconciliación con los fariseos y se aliara con ellos, por cuanto ellos contaban con el apoyo popular.
Alejandro falleció a los 49 años de edad, habiendo reinado 27 años. Siguiendo los consejos de su esposo, la reina Salomé Alejandra puso bajo el dominio de los fariseos tanto el cuerpo de Alejandro como en lo tocante al reino, de modo que aquellos aplacaron su ira contra el rey difunto y lo encomiaron delante del pueblo. Se celebró un espléndido funeral. Fueron tan grandes los elogios que hicieron los fariseos, al punto que el pueblo quedó convencido y lloró a Alejandro como por ningún otro rey anterior a él.